# Cameroon Music Corporation
CMC (Cameroon Music Corporation), est une société de gestion des droits d'auteur camerounaise fondée en 2003.  Elle est dirigée par le musicien camerounais Sam Mbende depuis 2008. 

## Histoire
La Cameroun Music Corporation est un organisme de gestion collective créé en 2003 sous l’impulsion des autorités camerounaises pour gérer les droits d’auteurs des musiciens au Cameroun. Le saxophoniste Manu Dibango a été le premier président du conseil d'administration  de la société de droits d'auteur. Des vives tensions éclatent dès 2005 et Manu Dibango annonce sa démission en février 2005. Il est remplacé par Sam Mbende, élu en avril 2005 par l'Assemblée Générale. 
En mai 2008, le Ministre de la Culture retire à la CMC son agrément de gestion collective de droit d'auteur et crée la SOCAM. La CMC introduit un recours auprès de la cour suprême et en septembre 2009, la société est réhabilitée par les arrêts N°02/P/CA/CS et N° 03/P/CA/CS du 9 septembre 2009 par la Cour suprême.
En 2017, sous instruction de la Présidence de la république et dans le cadre de mesures prises par le premier ministre dans l'optique de résoudre les conflits et assainir le secteur de la gestion collective,  la CMC signe avec la SOCAM un accord de fusion.
En 2023, la CMC est exclue de la Confédération internationale des sociétés d’auteurs (CISAC).

## Missions
La mission de la CMC est de défendre les intérêts moraux de tous les titulaires de droits d'auteurs et des droits voisins du domaine musical et d'établir entre eux et les usagers des relations nécessaires à la protection de leurs droits.

## Polémiques
En 2008, la ministre de la culture Ama Tutu Muna dénonce des malversations financières de l’équipe dirigeante de la CMC qu'elle accuse d'être responsable de la situation financière déplorable de la société en mentionnant un passif de 567 millions de F CFA. Elle retire à la CMC son agrément le 12 mai 2008.